# Ernostar

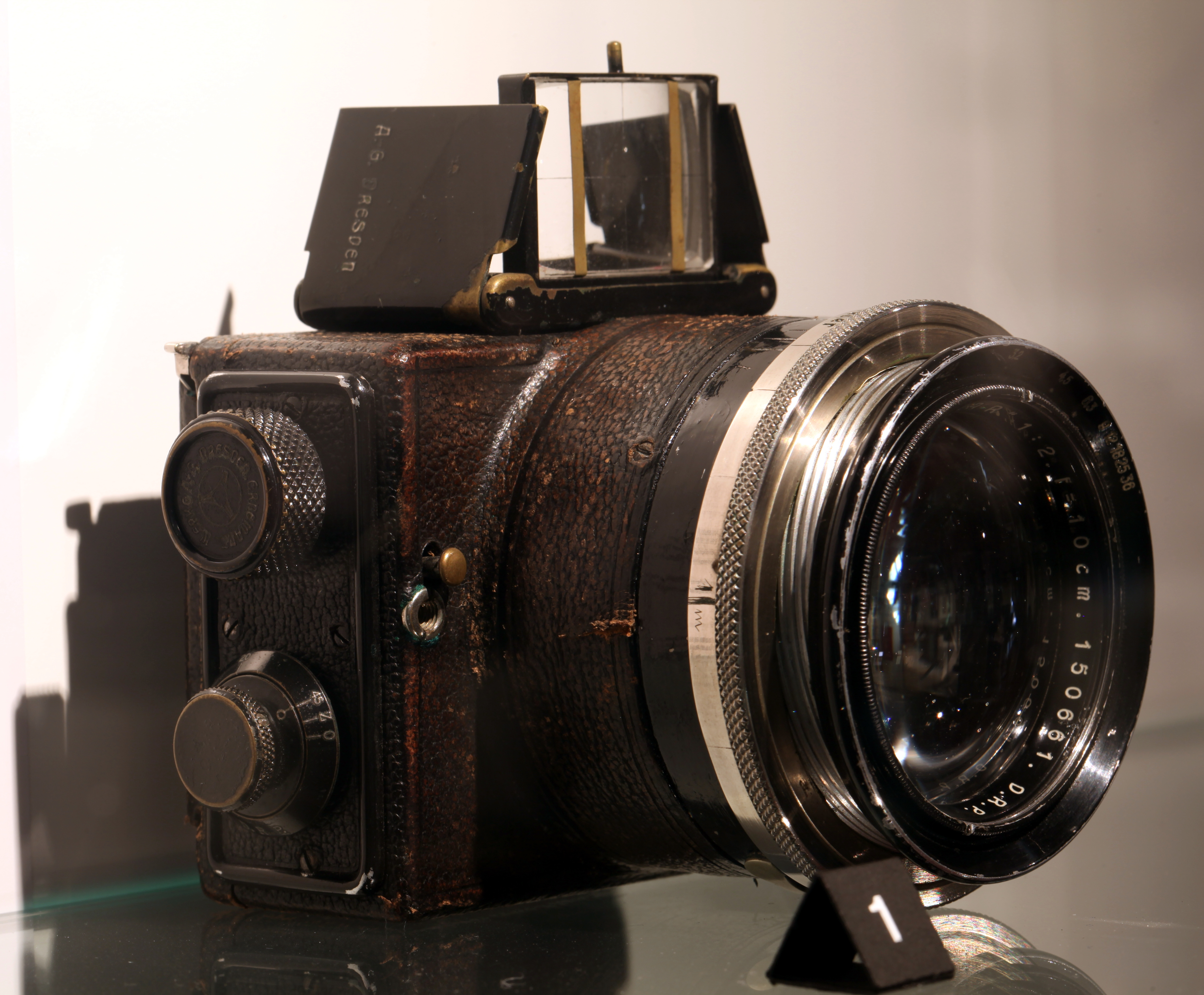
La Ermanox con Ernostar 1:2

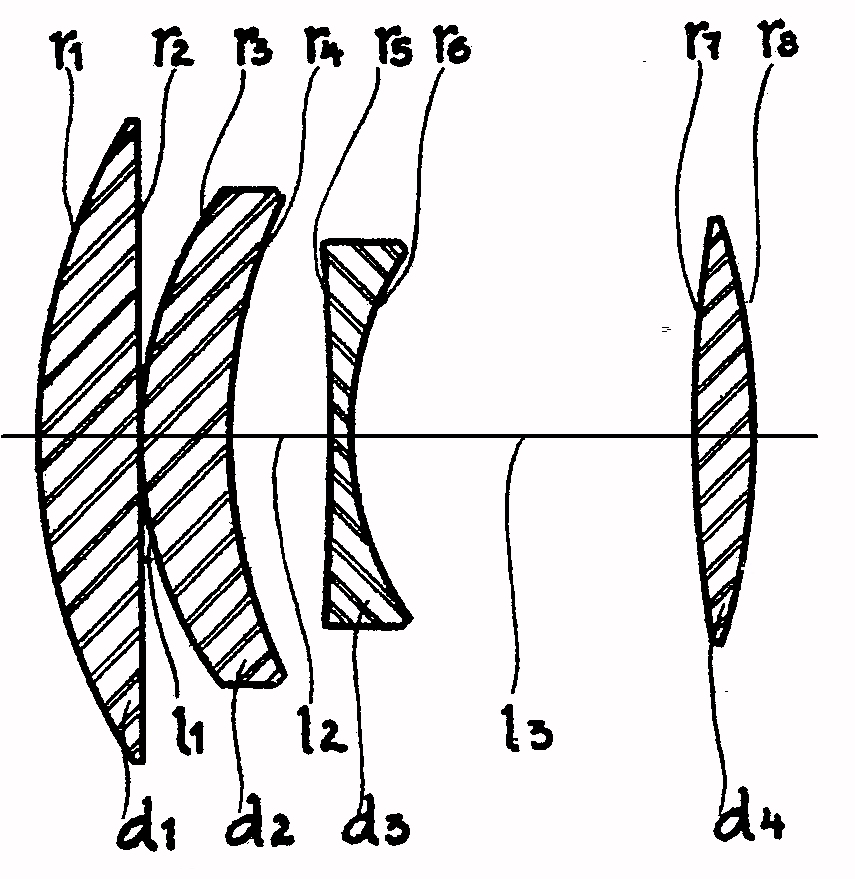
Ernostar-Objektik (Brevetto di Ludwig Bertele, 1924)

L'Ernemann Anastigmat Ernostar è un obiettivo fotografico. Brevettato nel 1922 in diverse varianti, fu costruito dal 1924 dalla azienda tedesca Ernemann-Werke di Dresda, per la macchina fotografica Ermanox-Kamera. Con una luminosità di 1:2, poi di 1:1,8, fu il più luminoso al mondo dell'epoca. La combinazione di macchina e obiettivo siffatti, permisero riprese fotografiche in ambienti poco luminosi, fino ad allora impossibili. Venne utilizzato da professionisti come Erich Salomon.
Il marchio Ernostar venne registrato l'8 gennaio 1923 e fino al 20 gennaio 2004 fu in uso dalla Ernemann Cine Tec Kinoprojektionsgeräte GmbH.

## Costruzione
La base è una tripletta Cooke, tre lenti anastigmatiche. L'idea di un pacchetto di lenti tra la centrale dispersiva della tripletta e della lente primaria, fu per la prima volta pensata nel 1916 da C.M. Minor di Chicago. Lente usata nelle camere cinematografiche Ultrastigmat.
Ludwig Bertele sperimentò diverse varianti, con lenti in sequenze diverse (DRP 401275 - 1922, DRP 401274 - 1923, DRP 428657 - 1925). Nel 1924 il brevetto DRP 458499 segue lo schema Ultrastigmat.
Sulla Ermanox (4,5x6 cm-medio formato) venne usato un Ernostar 1:2/100 mm. La luminosità raggiunse 1:1,8.

## Altri tipi
Altre combinazioni di lenti portarono la Leitz con l'Elmarit 1:2,8/90 mm o la Minolta MC Tele Rokkor-QD 1:3.5/135 mm.
Il Primoplan della Meyer-Optik è un ulteriore sviluppo di tale obiettivo.